# クロノス (テレビ番組)
『クロノス』 (CHRONOS) は、フジテレビ系列で毎週月曜0時25分 - 0時55分（JST、以下も同様。日曜深夜、サンパラ枠）で放送されていたリアルタイム・サスペンス・バラエティ番組。番組タイトルはギリシア神話の時の神・クロノスに由来。なお、この項目では派生番組『ザ・リアル』についても記述する。

## 概要
「時間（リアルタイム）」をテーマにしたゲームを行う番組で、深夜特番として始まった『run for money 逃走中』（以下「逃走中」）と同じスタッフが制作しており、この番組内の一企画としても放送されていた。
2007年（平成19年）4月23日 - 9月24日に放送。その後、一部の企画が同年10月17日から『ジャンプ!○○中』の形に移行され、現在は『逃走中』及び『護衛中』の発展的ゲームである『battle for money 戦闘中』が再び単発番組として不定期に放送されている。

### 基本ルール
どのゲームも「プレイヤー」「失格要因」「ハンター」「エリア」「時間」「賞金」という基本要素で構成されている。
「プレイヤー」
タレントを中心に数名が参加。個人戦・ペア戦・チーム戦などがあり、回によって異なる。
ゲーム中にはさまざまな情報が通知される。ゲームによっては残り時間を表示する腕時計や、エリアの地図も支給される。基本的には地図裏面に時間と賞金の対応表が載っている。脱落などにより人数の増減が発生すると、残りプレイヤー数が表示される。
「失格要因」
プレイヤーを失格にさせるさまざまなルールがゲームごとに設定されている。失格となればその時点でゲームから排除され、直後にその情報が全員に通知される。失格者は牢獄に収監され自力で復帰することはできない。
「ハンター」
それぞれのゲーム内でプレイヤーに立ちはだかる存在。ゲームによって呼称や風貌は異なるが、機械的に立ち回りながらプレイヤーを失格に追い込むことが多く、排除することはできない。ゲームのアシスタントとして登場するなどゲームに直接参加しないこともある。
「エリア」
貸し切られたテーマパークなどが「エリア」に設定され、プレイヤーはこの範囲内でゲームに参加する。エリア外へ出た場合は失格。
「時間」
ゲームは設定された制限時間で行う。途中で通知される内容がゲーム時間と関わっていることがあり、特定の時間になると新たなルールが追加されることもある。
「賞金」
プレイヤーには賞金が用意され、ゲームによって異なるが基本的に開始から毎秒加算もしくは減額され、勝利した時点での賞金を獲得できる。失格の場合賞金はなしとなる。
ゲームによっては次の基本要素が加わることもある。
「指令」（ミッション）
本部からプレイヤー全員に通知され、通常ルールと並行して行う。参加は自由。
原則的に時間制限があり、達成で「アイテムを入手」など有利になる内容と、失敗で「ハンター追加」など不利になる内容に大別される。
「通達」
ゲーム中に本部から一方的に伝えられる新たなルールなどのこと。
「アイテム情報」などの有利な内容から、「通報部隊投入」などの不利な内容までさまざまだが、指令と異なり不参加によるペナルティが存在しないもの・ルール自体の変更・強制参加となるものなどが中心。
「自首」
ゲーム途中でギブアップする行為。ゲームや回によって名称や方法は異なるが、電話式の場合は専用の端末で本部に申告、装置式の場合は起動させれば成立。成立するとその場でゲームから排除されるが、失格とは異なり成立時点での賞金を獲得できる。牢獄には収監されない。

## 登場ゲーム

### run for money 逃走中
2004年から放送されている番組を移行して実施。制限時間まで「ハンター」と呼ばれる追跡者から逃げ回る。
基本ルールは『逃走中』の項目を参照のこと。
タイマーやミッションクリアのデザイン、ハンター投入方式などは単発番組第6回の仕様を大まかに引き継いでおり、全てのゲームでデザインがほぼ統一されている。

### 解除中
前身である『ザ・リアル』で初登場。時限爆弾を模した「解除装置」を時間内に解除する。途中で協力が必要な場合もあるが、基本的に個人戦である。
基本ルール
支給されたペンチで、解除装置に付いている色分けされた数本のコードを切って解除する。時間切れになる前に指定された本数のコードを切断すれば「解除成功」。賞金は開始時点の金額から毎秒数百円単位で減額され、解除成功すればその時点での賞金を獲得できるため、基本的に解除が早いほど賞金も高い。
ただし、1本だけ混じっている「爆破コード」を切ると「解除失敗」となり失格。解除に成功もしくは失敗した人が出ると、該当者の名前が通知される（失敗の場合は爆破コードの色も通知される）。爆破コードの色は装置ごとに違っており、「他人の爆破コード」が告知されるとその色は自分にとって安全であることが確定、あるいは可能性が高くなる。コードを切ろうとしているときに流れるBGMは映画『アヴァロン』の「Nine Sisters」である。
貸し切られた建物内がエリアに設定され、移動可能でもここから外へは出られない。解除装置を自分で探す必要がある場合、まず装置を見つけないと解除に着手できない。
ゲームの性質上携帯電話や地図は支給されず、通知・通達はアナウンスによって行われる。基本的に場所の移動は禁止され、見た目だけでどれが安全コードでどれが爆破コードかの判断をすることは出来ず、他人の爆破コードを教えてもらうことも原則不可能のため、アナウンスが情報を得られるほぼ唯一の手段であり、他人の情報なしに切断を試みるのは運否天賦となる。自首は不可能。
ハンター
動かずに飾り物として登場したり、ミッションの道具を持参する進行役に近い形で登場する。

### 密告中
本番組で初登場。各プレイヤーは数桁の数字が書かれたゼッケンを背中に着けており、他人の番号を見て本部に通報する（番組内では「密告」と呼ぶ）。ゲームの性質上、個人戦・団体戦・ペア戦と大きく分けて3種類のルールが登場している。
『ジャンプ!○○中』でも引き続き行われ、2021年5月5日放送の『逃走中』第54回の4時間スペシャルにて復活した。また、第61回でも『密告中』に近い形式のルールでミッションが行われた。
基本ルール
スタート位置は基本的に開始前に目隠しをされてランダムに配置される。賞金は1秒ごとに変動するが、数字を密告されたプレイヤーは「追放」され失格。相手の数字や名前を間違えた場合、「間違い密告」となり密告した本人が失格。最後に生き残った1人もしくは1チームがその時点での賞金を獲得。最後まで2人もしくは2チーム以上残った場合は全員失格（ゲームオーバー）。自首は不可能。
プレイヤーには、携帯電話・地図が渡され、基本的には互いに通話が可能。情報はメールで全てのプレイヤーの携帯電話に通知される。
第二回以降は、残り時間5分から、「最終決戦ルール」が発動、その次に密告したものを勝者とするルールが導入された。
ハンター
高い建物やヘリコプターから監視したり、竹馬を利用する「ロングレッグハンター」として登場し、密告されると失格。どんな小さな動きも見逃さない設定で、登場時に「超眼力」などのテロップが出る。ハンターを密告・追放することはできない。また、失格になったプレイヤーを牢獄に連行したり、牢獄番も務める。

### 討論中
本番組で初登場。他のプレイヤーと討論し、別室の観衆からの支持を集め、支持率が低い者から脱落していく（「追放」と呼ぶ）。ミッションや通達はない。
基本ルール
ピリオドごとに指示されたテーマに従って討論する。各プレイヤーは、テーブルにあるプレートを「表（賛成=金） / 裏（反対=銀）」の提示によって討論の立場を自由に表明できる。途中で変更も可能。
別室にいる観衆はハンター同様のサングラスをかけており、賛同するプレイヤーのボタンを押すことでリアルタイムに支持率が変動する。
ピリオド終了（討論打ち切り）のタイミングは終了30秒前に突然告知され、時間切れの時点で支持率が一番低いと「追放」となり失格。その直後に新たなテーマが発表され、次のピリオドが始まる（この間もタイマーは停止しない）。
賞金は1秒ごとに上昇、ゲーム終了時に勝ち残った1人は満額の賞金を獲得。また、「エスケープ」としてピリオド開始のテーマ発表直後に手元の「黒の砂時計」をひっくり返して「エスケープ」を宣言することで途中離脱も可能。ピリオド終了時に支持率最下位でなければ成立し、ピリオド終了時点の金額を獲得する。
ハンター
プレイヤーの背後に2体待機しており、時間切れが迫ると歩きはじめ、脱落したプレイヤーを牢獄へと連行する、進行役に近い形での登場。

### 護衛中
本番組で初登場。複数のプレイヤーでチームを組み、敵チームと対戦。ボールを使ってドッジボールの要領で他のプレイヤーに当てて「撃破」していく。各チームに1名ずついる「クイーン（姫）」の撃破が目的。
『ジャンプ!○○中』でも引き続き行われ、その後、ルールを個人戦などに発展させ『battle for money 戦闘中』として『逃走中』と共に単発特番化された。また、『戦闘中』第8回の最終決戦にて『護衛中』に近い形式のルールでゲームが行われた。
基本ルール
チームごとに所定の場所からスタート。賞金は1秒ごとに上昇し、敵チーム全員を撃破すればその時点での賞金を獲得する。3チームの戦いだが、ゲーム終了までに2チーム以上が残っていると全員失格。自首は不可能。
チームはクイーン（姫）1名とガード（護衛）数名で構成され、ガード（護衛）は撃破されれば失格、クイーン（姫）は撃破されればそのチーム全員失格。
投げられたボールをキャッチすれば奪取も可能。撃破前の投球は有効（先にボールを当てても相手のボールに当たれば相討ち）。バウンドした場合は無効。ボールは色分けされており、通達などで特定の色のボールが使用禁止になる。
基本的な支給品以外に、本ゲームではイヤホンと小型マイクも渡され、さらに防御用として盾（手持ち式）を1チーム1個支給（盾を使えるプレイヤーは回によって異なる）。互いの通信は味方同士のみイヤホンと小型マイクで可能。ボールの所持は1人1個までだが、盾との同時所有は可能。各種情報の通知はメールやアナウンスで行われる。
ハンター
「甲冑男爵」「鎧武者」として登場。通常はエリア内を巡回し、プレイヤーを発見すると鎖につながれたボールを振り回しながら撃破に向かう。甲冑や鎧で完全防備しているため倒すことはできず、とげ付きボールでキャッチもできないため、避けるか盾で防ぐしかない。甲冑男爵は早足程度だが、鎧武者は軽装のためある程度走れる。
また、牢獄番や門番もハンターだが、城下町編では時代に合わせた格好にサングラス姿で登場した。

### 潜伏中
本番組で初登場。「潜伏者」と「探索者」に分かれたかくれんぼ。潜伏者は隠れ続け、探索者は潜伏者を探す。
潜伏者のルール
開始前に下見が可能で、潜伏位置を自由に決められるほか、場所の移動も自由。賞金は1秒ごとに増額し、隠れ切れれば賞金を獲得。携帯電話とビデオカメラが支給され、潜伏証拠として自らをビデオ撮影する必要がある。互いの連絡は携帯電話のメールで行う（ゲームの性質上着信はマナーモードとなる）。探索者に発見されると失格となり、背中に装着された弾着ベストを爆破される。自首も可能で、携帯電話で申告し、その際に通知される場所へ3分以内に移動してビデオカメラを置けば成立となる。
探索者のルール
ゲーム開始と同時にエリアに入る。賞金は1秒ごとに減額され、全員を発見すれば勝利となりその時点の賞金を獲得。常に周囲10mまで発信音が響き、近くの潜伏者に接近を知らせる。潜伏者を発見した場合「（相手の名前）目視」と宣言することで発見したことになる。全員を発見できなければ失格。互いの連絡は小型マイクで行う。ミッションなどはなく、自首も不可能。
ハンター
「潜伏ハンター」として潜伏。探索者が発見すると1分間目隠しをされ探索を中断させられる。そのため、潜伏者にとっては味方とも言える存在。発見してもまったく動かず、その場に居続ける。

### 生還中
本番組で初登場。時間に応じた賞金変動がないゲーム。エリア内に隠された現金入り宝箱を回収し、エリア自体から脱出する。全員が1つのチームを組む団体戦。
また、『逃走中』第46回から第51回まで（形式が異なった第49回は除く）のゲーム終了後の「ボーナスミッション」、第59回での「スーパースター7番勝負」の一部パートで『生還中』に近い形式のゲームが行われた。
基本ルール
「セーフティルーム」と呼ばれる部屋に集まってスタートする。賞金の入った宝箱を探す「回収パート」・エリア外へ逃げる「脱出パート」に分かれ、全てを制限時間内に終わらせる必要がある。自首は不可能。
セーフティルームには、「制限時間の表示タイマー」「回収宝箱を選択するジュラルミンケース」「宝箱の位置を記した地図」「エリア内を映し出すモニター」がある。
情報はアナウンスで全てのプレイヤーに通知される。
回収パート
点在する賞金入りの宝箱を回収する。「回収のためのアタックタイム」が宝箱ごとに設定され、挑戦中はゲーム全体の制限時間と同時に減る。ジュラルミンケース内のスイッチを押すとアタックタイムが表示され、部屋入口のボタンを押すとタイマーが作動して回収開始。挑戦は1人ずつ（順番は相談で決定）で、他の人はセーフティルームで待機。アタックタイムが0になる前に回収してセーフティルームに戻れないと「時間切れ」となり失格。
エリアからの脱出方法は、どれかの宝箱の中にある巻物に記載されており、脱出方法を知るためにも宝箱の回収は必須となる。
脱出パート
全員で脱出を宣言し、回収した宝箱をエリア外へと運ぶ。以後、エリアに残った宝箱は回収不可能。誰の宝箱でも持っていけるが、中身を取り出してはならない。出口には「脱出の扉」が設置され、これを開く必要がある。制限時間内に脱出に成功したプレイヤーが持ち出した賞金を、失格者を含めた全員で山分けする。
ハンター
「甲冑ハンター」として登場。プレイヤーを発見すると追跡してくるが、甲冑着用のためやや早足から小走り程度の速さとなっている。セーフティルームには入れない。触れられると「確保」となり失格。

## 放送リスト

### ザ・リアル
| 回数 | 放送日時       | 放送時間      | ゲーム | 舞台                    | プレイヤー | 備考                     |
| ---- | -------------- | ------------- | ------ | ----------------------- | ---------- | ------------------------ |
| 1    | 2006年 2月19日 | 22:00 - 23:00 | 解除中 | 廃校                    | 6人        | BSフジ「TV☆Lab」内で放送 |
| 1    | 2006年 2月19日 | 22:00 - 23:00 | 捜索中 | 浅草                    | 6人        | BSフジ「TV☆Lab」内で放送 |
| 2    | 4月1日         | 1:05 - 2:35   | 逃走中 | 江戸の町 （日光江戸村） | 8人        | 逃走中は単発第3回と併用  |
| 2    | 4月1日         | 1:05 - 2:35   | 解除中 | 廃校                    | 7人        | 逃走中は単発第3回と併用  |

### クロノス
| 回数 | 放送日時       | ゲーム | 舞台                                              | プレイヤー                    | 備考                                                                               |
| ---- | -------------- | ------ | ------------------------------------------------- | ----------------------------- | ---------------------------------------------------------------------------------- |
| 1    | 2007年 4月23日 | 逃走中 | 夜の遊園地 （富士急ハイランド）                   | 12人                          | 80分拡大放送 サブタイトルは「nightmare」                                           |
| 2    | 4月30日        | 密告中 | ハウステンボス                                    | 12人                          |                                                                                    |
| 3    | 5月7日         | 密告中 | ハウステンボス                                    | 12人                          |                                                                                    |
| 4    | 5月14日        | 解除中 | 超・戦慄迷宮 （富士急ハイランド内）               | 9人                           |                                                                                    |
| 5    | 5月21日        | 逃走中 | 大学キャンパス （尚美学園大学 川越キャンパス）    | 10人                          |                                                                                    |
| 6    | 5月28日        | 逃走中 | 大学キャンパス （尚美学園大学 川越キャンパス）    | 10人                          |                                                                                    |
| 7    | 6月4日         | 密告中 | ロックハート城                                    | 10人                          | 前半は5vs5のチーム戦 後半は勝利チーム5人と敗北チームの代表者1人の計6人による個人戦 |
| 8    | 6月11日        | 密告中 | ロックハート城                                    | 10人                          | 前半は5vs5のチーム戦 後半は勝利チーム5人と敗北チームの代表者1人の計6人による個人戦 |
| 9    | 6月18日        | 討論中 | スタジオ                                          | 6人                           |                                                                                    |
| 10   | 6月25日        | 逃走中 | 日光江戸村                                        | 10人                          |                                                                                    |
| 11   | 7月2日         | 逃走中 | 日光江戸村                                        | 10人                          |                                                                                    |
| 12   | 7月23日        | 護衛中 | 廃校 （デジタルハリウッド大学・八王子キャンパス） | 12人                          | 4人1組によるチーム戦 （クイーン1人・ガード3人）                                    |
| 13   | 8月6日         | 逃走中 | 森の公園 （府中の森公園）                         | 11人                          | 80分拡大放送                                                                       |
| 14   | 8月13日        | 密告中 | 東京ドームシティアトラクションズ                  | 12人                          | サブタイトルは「SIX LOVE STORIES」 男女6チームによるペア戦で実施                   |
| 15   | 8月20日        | 密告中 | 東京ドームシティアトラクションズ                  | 12人                          | サブタイトルは「SIX LOVE STORIES」 男女6チームによるペア戦で実施                   |
| 16   | 8月27日        | 潜伏中 | 廃病院 （初台玉井病院スタジオ）                   | 10人 （潜伏者8人・探索者2人） |                                                                                    |
| 17   | 9月3日         | 護衛中 | 城下町 （ワープステーション江戸）                 | 15人                          | 5人1組によるチーム戦 （姫1人・護衛男性4人）                                        |
| 18   | 9月10日        | 護衛中 | 城下町 （ワープステーション江戸）                 | 15人                          | 5人1組によるチーム戦 （姫1人・護衛男性4人）                                        |
| 19   | 9月17日        | 解除中 | ロックハート城                                    | 9人                           |                                                                                    |
| 20   | 9月24日        | 生還中 | ロックハート城                                    | 6人                           |                                                                                    |

## 備考
クロノス公式ページでは上記の他に「???」があと1個存在していたが、最終回を前に消えた。
当番組および『ザ・リアル』では、冒頭に「Game Select」「Stage Select」が登場し、行われるゲームと舞台、ゲーム時間が紹介されていた。最終回までに登場する架空のゲームは、当番組では「乗船中」「撃破中」「捜査中」「来日中」「計測中」「発掘中」およびCMに登場した「追撃中」の計7個、『ザ・リアル』内では「交渉中」「侵入中」「取調中」「観光中」などがあった。

## その他のゲーム

### 捜索中
前身である『ザ・リアル』にて行われたゲーム。
基本ルール
プレイヤーはエリア内のどこかにいるターゲットを探す。プレイヤーにはターゲットの名字のみが明かされており、年齢・性別は一切不明。手がかりとしてターゲットがリアルタイムで携帯電話から撮影している映像がチームの携帯電話に受信されており、それを元に現在の位置を推理する。ターゲットを発見したらその人に呼びかけ、発見できればクリアとなり最初に発見したチームに賞金が与えられる。ただし、不正解の場合その場で1分間待機、2回目の不正解で失格となる。

## ネット局
- フジテレビ 毎週月曜 0時25分 - 0時55分（日曜深夜、サンパラ枠）

同時ネット局
- 北海道文化放送
- 岩手めんこいテレビ
- 仙台放送

- 福島テレビ
- 新潟総合テレビ
- 石川テレビ

- 長野放送
- 岡山放送
- 高知さんさんテレビ

スポーツ中継などが多く、放送時間が遅れることが多々あった。
時差ネット局
- 関西テレビ 毎週月曜 0時35分 - 1時05分（8日遅れ）
- テレビ静岡 毎週月曜 0時45分 - 1時15分（8日遅れ）
- テレビ西日本 毎週木曜 0時35分 - 1時05分（18日遅れ）
- さくらんぼテレビ 毎週木曜 1時15分 - 1時45分（11日遅れ）
- サガテレビ 毎週木曜 0時35分 - 1時05分
- テレビ新広島 毎週月曜 0時35分 - 1時05分（放送時間は当初、同時ネット局と一緒だったが、スポーツ中継などで遅れネット放送になっていた。また第9・12・13回が放送されていない）
- 東海テレビ 毎週金曜 1時30分 - 2時（33日遅れ。2007年6月をもってレギュラー放送が打ち切られ、以降は不定期放送だったが、2007年10月12日に上記の時間で再開された）
- 沖縄テレビ 毎週土曜 1:15-1:45（他番組休止時の穴埋めで放送されたため、7月22日〈解除中〉と8月7日〈討論中〉しか放送されていなかったが、10月14日から定期放送を開始。なお、第1回と第13回の放送予定は現在のところない。8月7日の放送分では唯一ゴールデンタイムに〈19時30分から〉放送されていた）

※（）内はフジテレビで放送されるクロノスより何日遅れているかを示す。
- 全局（遅れネットも含め）、放送時間に時差が生じる。

## 番組テーマ曲
「Catch me」
歌 -  JYONGRI
番組内、エンディングで使用。
放送開始から2007年6月30日までヴォーカル音源を使用したオリジナル曲を募集していた。
第16回 「潜伏中」（同年8月27日放送）のエンディングにてグランプリとなった曲が使用された。

## スタッフ
- 企画：高瀬敦也（フジテレビ）
- ナレーター：マーク・大喜多
- プロデューサー：鈴木正人（FCC）・笹谷隆司（FCC）
- ブレーン：森一盛
- 構成：草場滋・鈴木雅貴・高橋マツピロ・大草芳樹・廣田勇人
- 演出：秋永真吾（トップシーン）
- ディレクター：横森敦・中村秀和・安達敏春・山川泰一
- AP（アシスタントプロデューサー）：渡辺未生・鈴木美穂
- AD（アシスタントディレクター）：瓜生夏美・小林圭子・安曽智彦・村上敦彦・瀧澤卓
- TD（テクニカルディレクター）：平山彰（共同テレビジョン）
- カメラ：清水貴能（共同テレビジョン）
- 編集：永田雅士（映像通信）
- MA：高橋正敏（映像通信）
- 音響効果：佐藤卓嗣（278）
- VFX：萩原典隆
- CG：高村克也
- 美術：馬場啓友・山崎恵美子
- システム：吉川優・遠藤庄一
- メイク：TATSU
- TK（タイムキーパー）：本田悦子（TBG）
- スタイリスト：田中洋子
- 協力：au
- 制作協力：FCC
- スタッフ協力：トップシーン・R-1
- 技術協力：共同テレビジョン・東通・八峯テレビ・映像通信
- 美術協力：フジアール

## 備考
『逃走中』（単発番組）2010年5月18日以降の放送では、ゲームを新たに設けられた世界設定を伝えるミニドラマがあり、その舞台の一つ「クロノス社」に当番組のロゴが使用されている。デザインはアルファベット表記になるなど一部変更あり。